# Chuột Roraima
Chuột Roraima, tên khoa học Podoxymys roraimae, là một loài động vật có vú, loài duy nhất trong chi Podoxymys, thuộc họ Cricetidae, bộ Gặm nhấm. Loài này được Anthony mô tả năm 1929. Chúng được tìm thấy ở Guyana.